# Viromandus
Els viromandus o veromandus (en llatí el nom apareix en diverses formes, les més emprades de les quals són Viromandui o Veromandui) foren un poble celta de la Gàl·lia Belga. Cèsar diu el 57 aC que podien mobilitzar deu mil homes armats, però sembla que es refereix als que podien moure en conjunt amb els veliocasses. La ciutat de Vermand deriva també el nom d'aquest poble.

## Etimologia
Es poden reconèixer dins el nom dels Viromandui els termes gals viro i mandus. Aquest darrer significa "cavall", "pony", però el primer té dos significats diferents: "home" o "veritable". Els Viromandui tant poden ser, doncs, els homes-cavalls (els Centaures) com els autèntics-cavalls. El primer significat sembla més versemblant per al nom d'un poble, oimés considerant que el tema dels cavalls amb cap humà és molt comú entre els celtes (especialment a les monedes de la Gàl·lia occidental), amb una referència guerrera molt probable.
S'han aportat altres possibles interpretacions, com ara "homes petits" o "els que aplanen els homes".

## Història
Els viromandus són esmentats per primer cop per Juli Cèsar. El 57 aC foren part de la confederació de tribus belgues i van atacar als romans aliats al nervis i als atrebats, però foren derrotats a la batalla del Sabis (que podria ser el Sambre o el Selle) per l'onzena i vuitena legions. Juli Cèsar els esmenta tres vegades a De Bello Gallico, II, 4, 6, II, 16,2 i II, 23,4. Després apareixen diverses vegades: a la Periochia, derivada de Tit Livi; a Plini a la seva Història natural; a Claudi Ptolemeu a la seva Geografia; a Orosi, 7, 1); a l'Itinerari d'Antoní (com Augusta Veromanduorum); a la Taula de Peutinger (Augusta Viromuduou); i a la Notitia Galliarum (Civitas Veromand[u]orum). En inscripcions apareix el poble o la població cinc vegades.

## Territori
Ocupaven la conca del Somme fins a la vall de l'Oise. El seu territori limitava a l'oest amb els ambians i els atrèbats, amb els suessions al sud, i amb els nervis al nord. La seva ciutat principal fou l'anomenada (ja sota domini romà) Augusta Veromanduorum (Sant Quintí o Saint-Quentin) a la vora del Somme (departament de l'Aisne). Al baix imperi s'esmenta una Civitas Veromandorum que seria Vermand. El bisbat de Vermandois va existir sobre l'antiga civitas Viromanduorum o Augusta Viromanduorum, que seria Saint-Quentin. Van donar nom a la regió històrica de Vermandois i al comtat de Vermandois a l'edat mitjana.

## Cultura

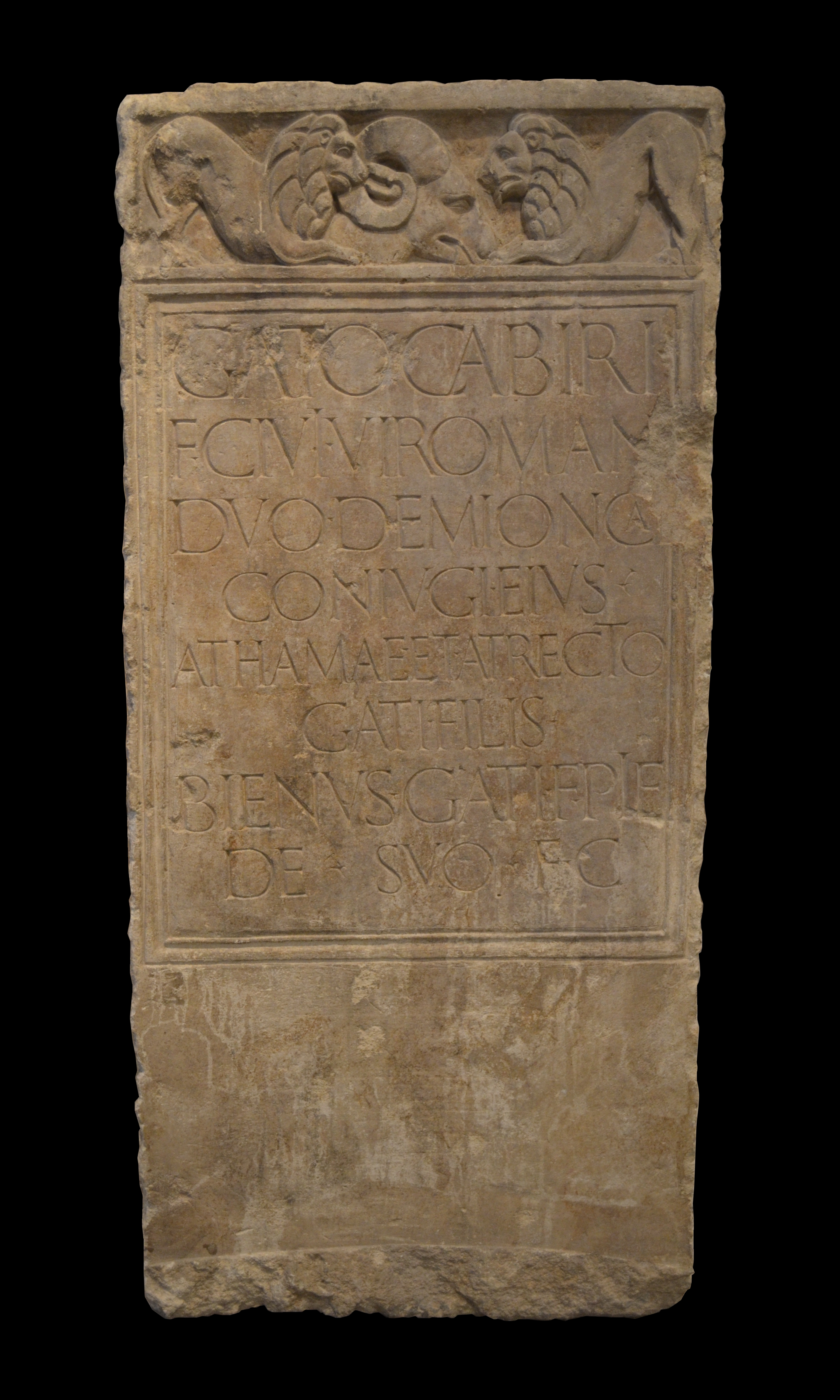
Monument erigit per Bienus en honor de son pare, el viromandu Gatus, sa mare i els seus dos germans (època gal·loromana)

Atès que els belgae eren els més allunyats de Roma i els més propers a Germània, Cèsar els considerava “els més valents entre els gals”. La cultura dels viromandus es va centrar, sens dubte, en la guerra, tal com es dedueix de les excavacions a Gournay, Ribemont i Vermand.
Duien una existència relativament senzilla i austera. Per exemple, van prohibir als comerciants que venien vi i altres objectes de luxe de fer negocis a les seves terres. Consideraven aquests productes i la cultura romana en general com una influència afeblidora i corruptora de la seva societat. Van resistir la invasió romana fins al final, tot i veure que moltes de les altres tribus dels belgae es rendien a Roma.
Els seus trofeus reflectien la importància que la guerra i el valor tenien per a ells. Diodor de Sicília ho explica en aquests termes:

“…Quan els seus enemics cauen [els gals] els tallen el cap i el lliguen al coll dels seus cavalls; i en tornar cap als seus servidors les armes dels seus adversaris, tot coberts de sang, els porten [els caps] com a botí, cantant alhora un himne que els glossa i entonant una cançó de victòria, i aquests primers fruits de la batalla els claven a les seves cases, tal com fan els homes en certs tipus de caça amb els caps de les bèsties salvatges que han mort. Els caps dels seus enemics més distingits els embalsamen amb oli de cedre i els conserven amb cura en un cofre, i els mostren als desconeguts, mantenint amb gravetat que, a canvi d'aquest cap, algun dels seus avantpassats, o el seu pare, o ells mateixos, havien refusat l'oferta d'una gran suma de diners. I alguns entre ells, ens diuen, presumeixen de no haver acceptat un pes igual en or pel cap que mostren, demostrant una mena de grandesa d'ànima bàrbara; no vendre allò que constitueix un testimoni i una prova del valor és una cosa noble.…”
Aquest passatge mostra clarament com la seva cultura sostenia la valentia i la força marcial com a valors més alts que l'assoliment de la riquesa. També és interessant de veure com Diodor admet que és noble per a ells tenir aquesta actitud, tot i que considera bàrbar l'acte de prendre caps com a trofeus.
La seva religió era de naturalesa druídica, i es relacionava sovint amb la seva forma de vida marcial. L'arqueòleg Jean-Louis Bruneaux descriu aquesta faceta de la seva cultura. En particular, descriu els seus mètodes d'intimidació dels enemics amb els seus rituals sanguinaris.

“…Que els gals cremessin en sacrifici els seus enemics segurament intimidaria qualsevol que pensés a moure-hi guerra. En acostar-se a un lloc ritual, un possible atacant podria haver vist el fum d'ossos cremats tot enlairant-se del recinte sagrat. O hauria pogut veure les armadures capturades dels enemics conquerits clavades a alts pals, o un amuntegament de cadàvers decapitats jaient al voltant del mur exterior.”

Aquí Brunaux descriu l'excavació de Gournay-sur-Aronde, un dels pobles dels viromandui:

“…Dues mil armes de ferro i peces d'armadura trobades pels arqueòlegs en una rasa adjacent al santuari de Gournay-sur-Aronde van ser mostrats al seu temps com a trofeus de guerra intimidatoris. Els exàmens varen demostrar que les espases i les beines, els cinturons de guerra, els escuts i les llances s'havien disposat originàriament en forma de vora 500 equipaments individuals d'armadura, ja fos a la plataforma de la porta d'entrada o penjats de pals al voltant del recinte interior sagrat.”

Malgrat que de vegades es considera una acusació infundada dels romans, el sacrifici humà va ser una part significativa de la seva activitat religiosa. Tot i així, el sacrifici d'animals era molt més habitual.

“L'evidència del sacrifici humà fou encara més colpidora a Ribemont-sur-Ancre … un jaciment particularment espectacular d'ossos que comprenia uns 80 esquelets es descobrí fora de l'àrea sagrada al llarg del mur exterior del santuari. Tots ells decapitats, els esquelets s'havien amuntegat i enredat amb armes, els cossos contorsionats en posicions antinaturals.”